# Gymnastes dilatipes
Gymnastes dilatipes är en tvåvingeart som beskrevs av Alexander 1956. Gymnastes dilatipes ingår i släktet Gymnastes och familjen småharkrankar.
Artens utbredningsområde är Uganda. Inga underarter finns listade i Catalogue of Life.